# Sirènes (série télévisée, 2014)
Pour les articles homonymes, voir Sirène, Sirens et Sirène (homonymie).
 (octobre 2024).
Si vous disposez d'ouvrages ou d'articles de référence ou si vous connaissez des sites web de qualité traitant du thème abordé ici, merci de compléter l'article en donnant les références utiles à sa vérifiabilité et en les liant à la section « Notes et références ».
Sirènes (Betoulot) est une série télévisée israélienne créée par Shachar Magen (he) et Adam Sanderson, diffusée depuis le 27 novembre 2014 sur la chaîne Hot 3.
Création originale d'Altice Studios, société sœur de SFR, la série est ainsi disponible en France depuis le 20 décembre 2016 sur SFR Play puis diffusée à partir du 24 août 2017 sur Altice Studio. Diffusion depuis le 11 juillet 2018 sur numéro 23. 

## Synopsis
La vie de Shelly bascule lorsque le corps de sa sœur jumelle est retrouvé alors qu'elle s'était noyée 17 ans auparavant...

## Distribution

### Acteurs principaux
- Maguy Azarzar (he) (VF : Stéphanie Souffir) : Shelly Redjouan-Toledano
- Sasson Gabai (VF : Gérard Benhamou) : Uzi Redjouan
- Alon Aboutboul (VF : Mordechai Bersay) : Hefetz
- Roy Nik (he) (VF : David Smadja) : Ro'i Motola
- Rotem Abuhab (he) (VF : Cecile Bensaid) : Karnit Malachi
- Moris Cohen (VF : Alexandre Chacon) : Neri
- Tsahi Halevi : Haim Toledano
- Irit Kaplan : Teacher Noya

## Épisodes

### Première saison (2014)
1. Noyée (The Sinking Woman)
2. Chambre d'enfant (Nursery)
3. Chant de la mer (Song of the Sea)
4. L'Évasion (The Escape)
5. La Cérémonie (The Ceremony)
6. Le Troisième homme (The Third Man)
7. Bal masqué (Costume Party)
8. Plongée sous-marine (Freediving)
9. Caisson de décompression (Pressure Chamber)
10. Baleine sur la plage (Whale on the Beach)

### Deuxième saison (2017)
Une deuxième saison tournée en 2016 a été diffusée en Israël du 16 février 2017 au 13 avril 2017 sur la chaîne Hot 3.
Les épisodes hébreux, sans titres, sont numérotés de 1 à 10.
1. La Jungle
2. Vengeance sanglante
3. Qui a peur d'Uzi ?
4. Foi inébranlable
5. L'Exemple de Layla Rajuan
6. Femmes en danger
7. Exercice de réveil
8. Passage de frontière
9. L'Épreuve du feu
10. La Vérité

### Troisième saison (2018)
En avril 2017, la série a été renouvelée pour une troisième saison.